# 新潟発ふれっしゅ便
『新潟発ふれっしゅ便』（にいがたはつふれっしゅびん）は、NHK新潟放送局で、平日の18時台に放送されていたローカルニュース番組。1998年4月1日開始、2006年3月31日終了。後番組は『新潟ニュースファイル』。
番組開始前の17時56分からは「新潟発ふれっしゅ便ただいま制作中」を放送していた時期がある。2004年（平成16年）、新潟県中越地震が発生してしばらくの間は、17時台の『あなたもWelcome!ゆうどき新潟』を休止して放送していた。

## キャスター
- 三上弥（1998年度 - 2002年3月）
- 高瀬耕造（2002年4月 - 2004年3月）
- 中尾晃一郎（2004年4月 - 2006年3月）
- 佐野仁美　（2005年4月 - 2006年3月）
- 沢田浩次郎（月曜・気象情報担当）

NHK新潟放送局開局80年ホームページなどから。